# Cycliophora
Los ciclióforos (Cycliophora) son un filo de animales microscópicos simbiontes que viven adheridos a las piezas bucales de las cigalas y los bogavantes. Tienen cuerpos en forma de saco y tres formas claramente diferentes en diferentes partes de su ciclo de vida de dos etapas. Se alimentan de los restos de comida de sus cigalas y bogavantes huéspedes.
Los ciclióforos fueron descubiertos en 1995 por Reinhardt Kristensen y Peter Funch en la boca de la cigala (Nephrops norvegicus). Incluye un único género, Symbion, con dos especies Symbion pandora y Symbion americanus.
El filo se creó dado que Symbion no encajaba en ninguno de los filos animales conocidos. Morfológicamente se asemeja a Entoprocta, pero se han descubierto similitudes anatómicas con Gnathifera. Los análisis moleculares por su parte confirman que están estrechamente emparentados con Entoprocta y que ambos comprenden grupos hermanos dentro de la filogenia de Lophotrochozoa. El clado de ciclióforos y entoproctos se denomina Kamptozoa el cual a veces es considerado un filo.
El nombre del filo Cycliophora hace referencia a la corona tentacular ciliada que presentan en la región anterior, y que emplean para alimentarse.